# Nörten-Hardenberg
Nörten-Hardenberg (ostfälisch Nörten-Harenbarg) ist ein Flecken im Landkreis Northeim in Niedersachsen (Deutschland).

## Geographie
Nörten-Hardenberg liegt am westlichen Ausläufer des Nörtener Walds im Tal der in Nord-Süd-Richtung verlaufenden Leine und grenzt im Süden an Bovenden und im Norden an Northeim; Im Westen liegt Hardegsen und im Osten Katlenburg-Lindau. Göttingen befindet sich 10 Kilometer südlich. Etwa 20 Kilometer nordwestlich liegt der Solling, etwa 30 km nordöstlich beginnt der Harz.
In Nörten-Hardenberg bzw. seinen Ortsteilen münden diese Fließgewässer in die Leine: Harste (bei Parensen), Weende (bei Angerstein), Espolde (bei Lütgenrode) sowie Bever und Rodebach (jeweils bei Nörten-Hardenberg).

### Fleckengliederung
Der Flecken Nörten-Hardenberg ist eine Einheitsgemeinde und besteht laut Hauptsatzung aus folgenden Ortschaften:
- Angerstein (südlich)
- Bishausen (östlich)
- Elvese (nordwestlich)
- Lütgenrode (westlich)
- Nörten-Hardenberg
- Parensen (südwestlich)
- Sudershausen (östlich)
- Wolbrechtshausen (westlich)

## Geschichte
Die Besiedlung des Gebiets um Nörten-Hardenberg reicht, wie Scherbenfunde belegen, etwa bis in die Eisenzeit zurück. Im frühen 8. Jahrhundert wurde die Region von Mainz aus christianisiert, was auch damit zusammenhing, dass der Ort im damaligen Nordgau oberhalb des Leinegaues, eine günstige Ausgangsposition für die Zwecke der Missionierung bot. Weiterhin begünstigte die Lage an der Gabelung der mittelalterlichen Harster Heerstraße und der Leinetalstraße die bereits frühe Ausbildung eines Jahrmarktes. In der Mitte des Jahrhunderts wurde der Grundstein der Pfarrkirche St. Martini gelegt. Auf der Nordseite der Kirche fanden Archäologen im September 2014 Knochenreste von früheren Bestattungen oder Umbettungen. Zudem fanden die Wissenschaftler unter dem ehemaligen Altarraum einer Vorgängerkirche die Stiftskrypta Nörten.
Zwischen 800 und 1000 wurde eine Burganlage im Leineholz bei Nörten errichtet. 995 wurde der Ort erstmals urkundlich erwähnt. 60 Jahre später kam es zur Gründung des St.-Peter-Stiftes. 1098 und 1103 hielt sich Erzbischof Ruthard von Mainz in Nörten auf. Während dieser Zeit wurde die Burganlage ausgebaut, die nach ihrem Umbau 1105 erstmals urkundlich erwähnt wurde, sowie das Archidiakonat Nörten konstituiert. Es reichte um 1500 über Einbeck hinaus, im Westen wurde es vom Solling und zwischen Lippoldsberg und Hann. Münden von der Weser begrenzt. Im Süden bildeten sodann die Orte Hedemünden, Friedland, Rustenfelde und Etzenborn die Begrenzung. Zwei Jahre zuvor wurde das Kloster Steina (später Marienstein) gegründet. Nörten war als Archidiakonat das Verwaltungszentrum der Region. Die Burg wird 1287 vom Mainzer Erzbischof an die Dynasten von Hardenberg und von Rosdorf verpfändet. 1303 geht der gesamte Gerichtsflecken an die Familie von Hardenberg. 1346 wird der Ort samt Stift komplett zerstört. 1357 treten die Herren von Hardenberg als Eigentümer der Burg auf. Nörten wird 1360 vom Erzbischof Gerlach von Mainz mit der Erlaubnis Kaiser Karls IV. zur Stadt erhoben und mit den Frankfurter Stadtrechten ausgestattet, gleichzeitig erlaubte er auch den Bau einer Stadtmauer. Doch wurde die Stadt bereits 1365 wieder zerstört.
Zwischen den Jahren 1369 und 1389 fand wahrscheinlich der Ausbau der Marktsiedlung statt. Gefördert wurde dieser Umstand durch die Abgabe von Marktgefällen und der Erhebung von Zollgebühren, da Nörten wesentlich von seiner Lage an den bereits erwähnten beiden Straßen profitierte. Dies mag auch die Ursache dafür sein, dass Impulse des Fernhandels sich wesentlich stärker auf die Infrastruktur des Ortes auswirkten als etwa die Gründung des Archidiakonats.
Das 15. Jahrhundert war für Nörten gekennzeichnet durch Fehden und weitere kriegerische Auseinandersetzungen, die auch dazu beitrugen, dass sich der Ort nicht wieder zur Stadt entwickeln konnte. Unter diesen Fehden befand sich auch jene, an der Herzog Wilhelm von Sachsen teilnahm. 1447 zog er mit einem großen Heer, in welchem sich viele Hussiten befanden, nach Soest, das mit dem Erzbischof von Köln in Fehde lag, und berührte dabei auch das Fürstentum Göttingen. Berichten zufolge lag Wilhelm drei Tage vor dem Hardenberg, ohne die Burg jedoch angegriffen zu haben. Bevor die Truppen aufbrachen und weiterzogen, brannten sie Nörten nieder. Eine weitere Fehde ereilte den Ort während der Auseinandersetzungen 1485 zwischen Bischof Bertold von Hildesheim und der Stadt Hildesheim. Bertold fand Unterstützung bei Herzog Wilhelm von Braunschweig und dessen Sohn Heinrich, die Bürger Hildesheims wiederum fanden Beistand bei den Städten Einbeck, Northeim und Göttingen. Heinrich von Hardenberg schloss sich den Herzögen an und hatte somit die Stadt Göttingen zum Feind. Während der Fehde brannten Lütgenrode und Bishausen ab, Nörten wurde 1486 während der Belagerung der Burg von den eigenen Einwohnern angezündet, um damit den anderen Städten zuvorzukommen. Bei weiteren Fehden der Hardenberger wurde der Ort fast immer zwangsläufig in Mitleidenschaft gezogen, was eine stetige Entwicklung des Ortes hemmte.
Zu einer einheitlichen Einführung der Reformation ist es im Gericht Hardenberg nicht gekommen, was an der durch Mainz gestützten starken Position des Petersstifts lag. Als Amtsleute unter Mainzer Oberhoheit agierten die Hardenberger zögerlich. Jost von Hardenberg verstand es, es sich mit keiner Seite zu verderben und unterhielt einerseits Beziehungen zum Reformator Anton Corvinus, der ihm seine Schrift „Wie sich der Adel verhalten solle“ widmete, fungierte andererseits aber von 1554 bis 1557 als mainzischer Oberamtmann des Eichsfeldes in Heiligenstadt. Nach und nach besetzten die Hardenberger die freiwerdenden Pfarrstellen auf den Gerichtsdörfern Bühle und Sudheim aber mit lutherischen Predigern. In Nörten selbst war ein Verlangen nach der Reformation festzustellen. 1568 verfasste das Petersstift einen Beschwerdebrief über die Nörtener Einwohnerschaft und die Hardenberger an den Mainzer Erzbischof. Mainz schaffte es in der Folgezeit vorerst, Nörten wie auch die Kapellengemeinden Bishausen, Elvese und Lütgenrode, die unter der Parochie des Petersstifts verblieben, beim katholischen Bekenntnis zu halten.
Am 27. Mai 1580 ging über dem Gebiet von Nörten ein Steinhagel nieder, bei dem hier, auf Burg und Schloss Hardenberg sowie in Wolbrechtshausen und Lütgenrode, aber auch in anderen nahen Orten Schaden entstand und Menschen und Tiere verletzt wurden. Dieser wird heute als ein von einer Druckwelle und Hitze begleiteter Meteoritenfall mit Airburst erklärt.
1599 und 1616 kam es zu zwei Großbränden, bei denen erhebliche Teile des Ortes zerstört wurden. Im Jahr 1700 wird die gräfliche Kornbrennerei gegründet. Seit 1717 darf Nörten drei Jahrmärkte abhalten. Mainz erkennt 1744 die Besitz- und Gerichts-Ansprüche derer von Hardenberg in Nörten endgültig an. 1812 kommt es zur Aufhebung des Stiftes. 1851 wird auch das adlige Gericht Hardenberg aufgelöst, und von 1852 bis 1859 war Nörten dann königliches Amt. 1854 wird Nörten als Streckenpunkt der Hannöverschen Südbahn aufgenommen, was dem Ort neue Entwicklungsmöglichkeiten bot. So wurden in dieser Zeit Industriebetriebe angesiedelt, die ehemalige Brauerei entstand, ebenso wurden Fertigungsstätten für Papier und Holzwaren errichtet. Der älteste Betrieb Nörtens bildet jedoch die Branntweinbrennerei, deren Anfänge bis in das 16. Jahrhundert zurückreichen. 1873 wurde eine der größten Zuckerfabriken in Nörten eröffnet. Seit der Verwaltungsreform 1885 gehört der Flecken Nörten zum Kreis Northeim, dessen Amtsgericht in Gerichtssachen zuständig wurde. 1894 wurde die katholische Martini-Kirche neu gebaut, ehe man zehn Jahre später auch eine evangelisch-lutherische Kirche errichtete.
1928/1929 wurden aufgrund des „Gesetz[es] über die Regelung verschiedener Punkte des Gemeindeverfassungsrechts“ der Flecken Nörten mit Marienstein und dem Gutsbezirk Hardenberg zum Flecken Nörten-Hardenberg zusammengefasst. Dieses Gesetz wurde unter dem damaligen preußischen Ministerpräsidenten Otto Braun und seinem Innenminister Albert Grzesinski verabschiedet, um einerseits Gutsbezirke (wie Hardenberg) zu demokratisieren und andererseits Verwaltungskosten durch die Zusammenlegung mehrerer Landgemeinden (wie Marienstein) einzusparen.
Gegen Ende des Zweiten Weltkrieges wurde Nörten-Hardenberg Kriegsschauplatz. Anfang April 1945 hatten US-amerikanische Panzereinheiten Südniedersachsen erreicht. In Nörten-Hardenberg waren vier Panzersperren errichtet worden (im Rodetal, beim Sägewerk Kurre, beim Eiskeller und bei der Burgwirtschaft). Am Mittwoch, 9. April 1945 flogen amerikanische Granaten über Nörten-Hardenberg hinweg. Die Amerikaner standen zu diesem Zeitpunkt nordwestlich in Hardegsen und südlich in Göttingen. In der Nacht auf den 10. April kam es aus nördlicher Richtung zu Artilleriebeschuss. Im Ort befanden sich zwei deutsche Tiger-Panzer, die zurückschossen. Über 200 Granateinschläge ereigneten sich im Westen des Fleckens. Etwa 100 Gebäude, darunter die katholische Kirche und die katholische Volksschule wurden beschädigt. Ein Soldat der Waffen-SS fiel. Die Besatzungen sprengten daraufhin ihre Panzer und setzten sich unter Mitnahme ihres gefallenen Kameraden ab. Die Amerikaner stellten ihr Feuer ein, nachdem sie keinen Widerstand mehr feststellten. In den frühen Morgen des 10. April 1945 besetzten amerikanische Panzer Nörten-Hardenberg.
1947 fand die Wiedereröffnung des Kaliwerks „Königshall-Hindenburg“ im Rodetal bei Reyershausen statt. 1958 kam es zur Einweihung des Autobahnabschnittes der A7 von Nörten bis Northeim als Teil der wichtigen Nord-Süd-Achse. Im Jahr 1987 begann die Städtepartnerschaft mit der Gemeinde Bondoufle in Frankreich.
In den 1980er Jahren wurde, im Zuge der Errichtung der Schnellfahrstrecke Hannover–Würzburg, der Bahnhof Nörten-Hardenberg grundlegend umgebaut.

### Eingemeindungen
Am 1. Februar 1971 wurde die Gemeinde Elvese eingegliedert. Am 1. März 1974 kamen Angerstein, Bishausen, Lütgenrode, Parensen, Sudershausen und Wolbrechtshausen hinzu.

### Adelsgeschlechter
Die wohl ursprünglich aus Nörten stammende Familie von Nörten ist seit dem Spätmittelalter ausgestorben. Zuletzt waren sie vermutlich im benachbarten Göttingen beheimatet.
Um 1000 werden Vertreter einer eingewanderten edel-freien Familie als Dienstherren des Mainzer Erzbischofs auf seiner Burg bei Nörten beschäftigt. Dieser Familie gelingt es durch eine konsequente Familien- und Herrschaftspolitik, Besitzungen und Rechte im Nörtner Raum zu erwerben. Bald nennt sie sich nach ihrem Dienstort, der Burg auf dem Hardenberg, von Hardenberg.
Noch heute lebt in der Gemeinde eine Linie der Familie von Hardenberg.
Dieser Familie entstammten unter anderem
- ein berühmter Dichter der Frühromantik (Georg Philipp Friedrich von Hardenberg alias Novalis * 1772; † 1801)
- ein preußischer Ministerpräsident und Staatsreformer (Karl August von Hardenberg * 1750; † 1822)
- ein Widerstandskämpfer des 20. Juli 1944 (Carl-Hans Graf von Hardenberg * 1891; † 1958)
- eine Fernsehmoderatorin (Tita von Hardenberg *1968)
- ein Spirituosen- und Touristikunternehmer (Carl Graf von Hardenberg).

## Politik

### Rat
Der Rat des Fleckens Nörten-Hardenberg setzt sich aus 22 Mitgliedern zusammen. Dies ist die gemäß § 46 NKomVG festgelegte Anzahl für eine Einheitsgemeinde mit einer Einwohnerzahl zwischen 8001 und 9000. Ebenfalls sitz- und stimmberechtigt ist die Bürgermeisterin.
Die Gemeindewahl am 12. September 2021 führte zu folgender Sitzverteilung:
| Ortsrat 2021Insgesamt 22 Sitze - SPD: 9 - Grüne: 3 - FBL: 4 - CDU: 6 |

### Bürgermeisterin
Hauptamtliche Bürgermeisterin ist seit 2016 Susanne Glombitza (parteilos). Sie wurde 2021 ohne Gegenkandidaten im Amt bestätigt. Ihre Stellvertreter sind Gudrun Borchers (SPD) und Werner Thiele (CDU).
Ortsbürgermeister der Ortschaft Nörten-Hardenberg ist Hans-Jürgen Kopka (SPD). Seine Stellvertreter sind Anneli Redemann-Sommer (CDU) und Burkhard Lang (SPD).

### Ortsräte
Die Ortschaften des Fleckens Nörten-Hardenberg werden durch acht Ortsräten und insgesamt 72 Ratsmitglieder vertreten. Seit der Kommunalwahl 2021 verteilen diese sich wie folgt:
| Ortsteile         | SPD | CDU | Grüne | FDP | 0WG | 0∑ |  | Namen der Wählergruppen                 |
| ----------------- | --- | --- | ----- | --- | --- | -- |  | --------------------------------------- |
| Angerstein        | 8   | 1   | -     | -   | 2   | 11 |  | Freie Bürgerliste Nörten-Hardenb. (FBL) |
| Bishausen         | 7   | 2   | -     | -   | -   | 9  |  | -                                       |
| Elvese            | -   | -   | -     | -   | 5   | 5  |  | Bürger/innen für Elvese                 |
| Lütgenrode        | -   | 4   | -     | 1   | -   | 5  |  | -                                       |
| Nörten-Hardenberg | 5   | 4   | 2     | -   | 4   | 15 |  | FBL                                     |
| Parensen          | 6   | 2   | 1     | -   | -   | 9  |  | -                                       |
| Sudershausen      | 5   | 3   | -     | -   | 1   | 9  |  | FBL                                     |
| Wolbrechtshausen  | 4   | 5   | -     | -   | -   | 9  |  | -                                       |
| ∑                 | 35  | 21  | 3     | 1   | 12  | 72 |  |                                         |

### Städtepartnerschaften
Seit 1987 besteht eine vitale und freundschaftliche Partnerschaft mit der französischen Gemeinde Bondoufle (rund 27 km südlich von Paris). Eine Straße wurde nach der Partnerstadt benannt.

### Wappen
| Wappen von Nörten-Hardenberg | Blasonierung: „In Blau zwei zugewendete, rot bewehrte goldene Löwen, die mit der einen Vorderpranke eine goldene Brezel und mit der anderen darüber eine goldene Krone halten.“ |
| Wappen von Nörten-Hardenberg | Wappenbegründung: In einem Sekret aus der Zeit um 1550 ist im damaligen Siegel lediglich eine Brezel zu sehen, während sie im Fleckensiegel des späten 17. Jahrhunderts mit einer, ihr aufgesetzten, Krone erscheint. Beseitet wurde sie damals von Eichenzweigen. Im 18. Jahrhundert kamen die Löwen hinzu, die auf die hannoversche Landesherrschaft von 1692 anspielen. Durch die Ähnlichkeit des Wappens mit dem des Bäckergewerbes, wird jenes von Nörten-Hardenberg mit der früheren Bäckerzunft im Ort erklärt. |

## Kultur und Sehenswürdigkeiten

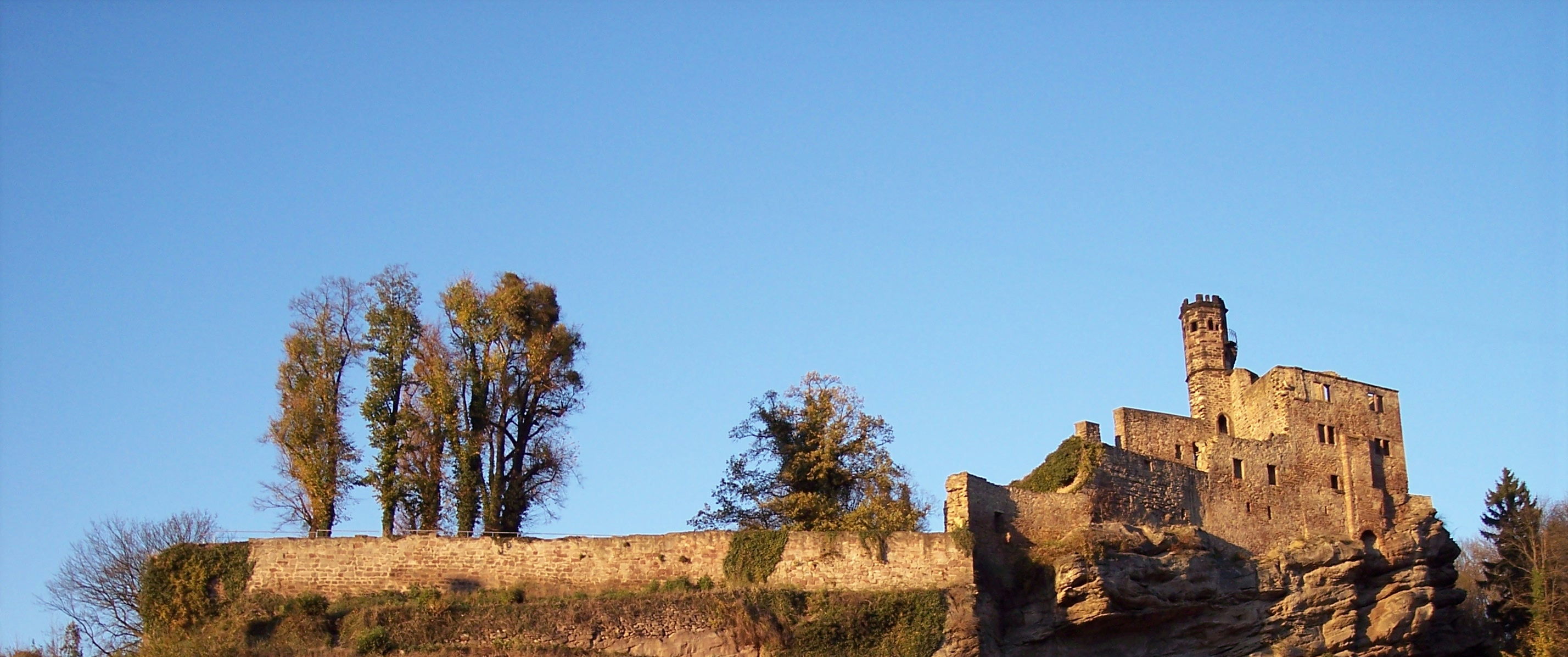
Burgruine Hardenberg

Die Besichtigung der Burgruine Hardenberg und die Begehung ihres Aussichtsturmes sind im Rahmen von Führungen möglich.
Weitere Sehenswürdigkeiten sind:
- Schloss Hardenberg

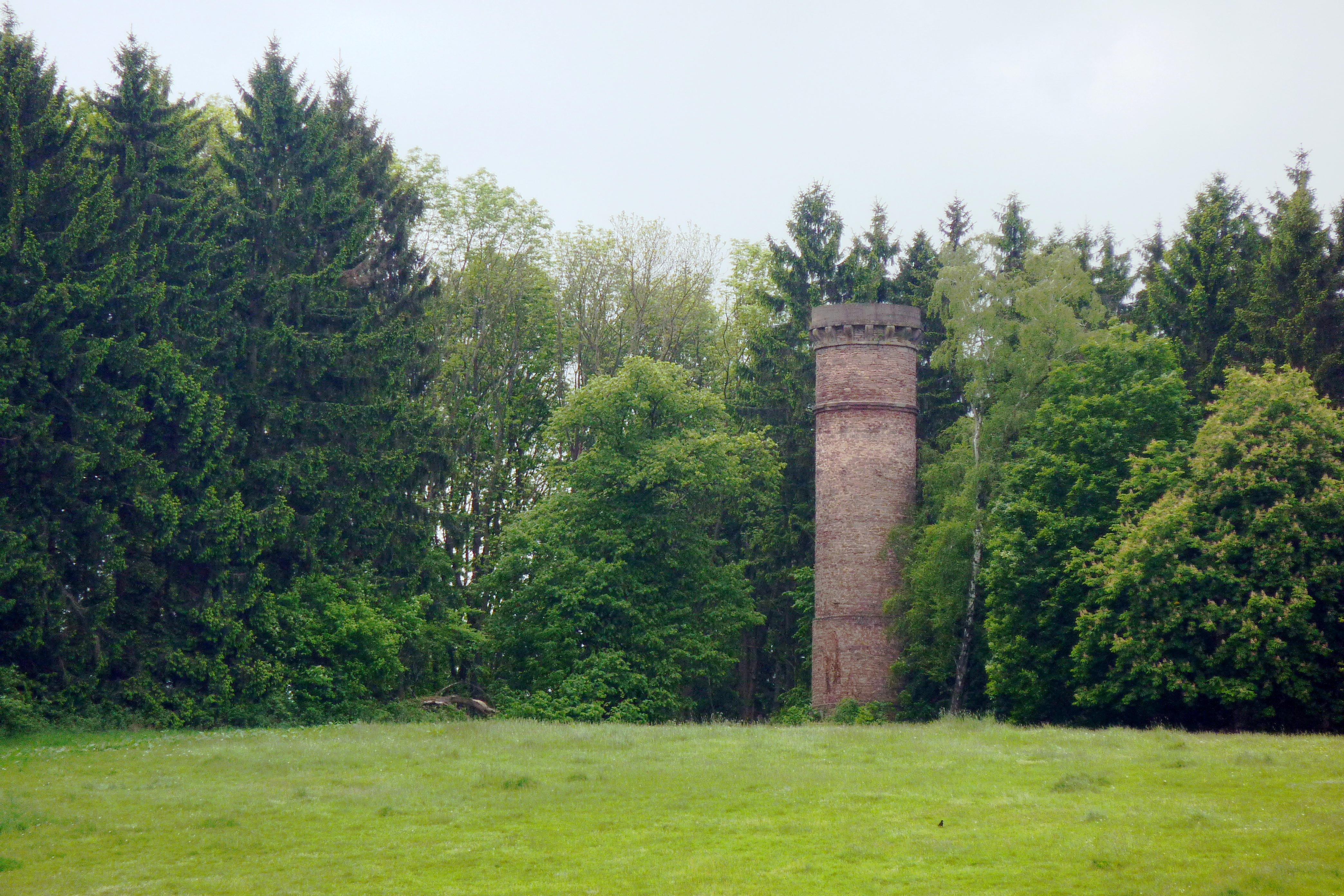
Hardenbergwarte

- Kloster Marienstein mit mittelalterlicher Krypta
- Katholische Pfarrkirche St. Martin, von 1894 bis 1895 an der Stelle einer mittelalterlichen Stiftskirche mit Krypta erbaut
- Evangelische Christuskirche, von 1902 bis 1904 im neugotischen Baustil errichtet
- Jüdischer Friedhof (Nörten)
- Bildstock auf dem Stiftsplatz
- Pi in Stein – Ein 'weltweit' wachsendes Kunstwerk[17]
- Hardenbergwarte, auch Warteturm genannter, 1842 errichteter etwa 17 m hoher Aussichtsturm auf dem Burgberg.[18] Der Turm ist nicht mehr zugänglich, nachdem sein Eingang Anfang der 1980er Jahre zugemauert wurde.[19][20]

### Sport
In Nörten-Hardenberg fand jährlich das Burgturnier statt, ein wichtiger Termin der internationalen Springreiterelite mit ca. 36.000 Besuchern. Es wurde seit seinen Anfängen in den 1950er Jahren bis 2019 durchgeführt und dann aufgrund der COVID-19 eingestellt.
Nörten-Hardenberg verfügt über mehrere Sporthallen und Sportplätze, z. B. auch Schützenhaus und Tennisplatz. Der SSV Nörten-Hardenberg trägt „An der Bünte“ seine Fußball-Heimspiele aus. Ein Golfresort mit 36 Löchern findet man in der Nähe.

### Regelmäßige Veranstaltungen
Alle 6 Jahre (zuletzt 2022) findet der traditionelle mehrtägige Schüttenhoff statt. Eröffnet wird das Fest am Donnerstag mit dem Ausgraben des Schüttenhoffs, einer Sammlung von Dokumenten über den letzten Schüttenhoff. Zum Programm gehören verschiedene Musikveranstaltungen im Festzelt, eine Kranzniederlegung, ein großer Festzug sowie das Barrikadenstürmen am Sonntag. Beendet werden die Feierlichkeiten mit dem Begraben des Schüttenhoffs aus dem aktuellen Jahr auf dem Marktplatz.
Das traditionelle Reit- und Springturnier um die Goldene Peitsche findet jeden Sommer am Fuße der Burgruine statt, hierzu trifft sich die Reitsportelite der Welt. Ein besonderes Erlebnis ist das große Feuerwerk, das zum Abschluss des Turniers am Samstagabend von der Burg aus abgefeuert wird.

## Religion
Die evangelisch-lutherische Emmaus-Kirchengemeinde Nörten gehört zum Kirchenkreis Göttingen. Zu ihr gehört die 1902–1904 erbaute Christus-Kirche Nörten an der Göttinger Straße und die Barockkirche Marienstein aus dem 18. Jahrhundert. Weitere evangelisch-lutherische Kirchen befinden sich in den Ortsteilen.
Nörten-Hardenberg ist Sitz der katholischen Pfarrgemeinde St. Martin, sie gehört zum Dekanat Nörten-Osterode im Bistum Hildesheim. Zu ihr gehört neben der gleichnamigen Kirche in Nörten-Hardenberg auch die St. Marien-Kirche in Hardegsen. Die früher ebenfalls zur Pfarrgemeinde gehörende Kirche in Angerstein wurde 2003 profaniert.
Die 1983 gegründete neuapostolische Gemeinde Nörten-Hardenberg schloss sich der Gemeinde Göttingen an, der letzte Gottesdienst in Nörten-Hardenberg fand am 3. Februar 2008 statt. Die Kirche befand sich in der Bussardstraße 34, sie wird heute als Wohngebäude genutzt.

## Wirtschaft und Infrastruktur

Das Bier des Fleckens – inzwischen wird es von einer Brauerei in Einbeck als Marke gebraut

In Nörten-Hardenberg ist das Stammhaus der Kornbrennerei Hardenberg-Wilthen AG (gegründet 1507) ansässig und im südlichen Industriegebiet findet sich die Firma Rohde AG (gegründet 1925), ein Produzent von Industriegriffen und Spezialist für Oberflächentechnik. Außerdem findet sich in Nörten-Hardenberg ein Standort des internationalen Unternehmens „DFE Pharma“.
Im Ortsteil Lütgenrode hat der Saft-Hersteller beckers bester (gegründet 1932) seinen Sitz.
CTDI, ein US-amerikanischer Dienstleister für die Kommunikationsindustrie, betreibt in Nörten-Hardenberg einen Standort mit 160 Mitarbeitern (Stand: 2021).
Mit dem Bahnhof Nörten-Hardenberg besitzt der Kernort Anschluss an die Hannöversche Südbahn, auf der Züge der Metronom Eisenbahngesellschaft sowie der DB Regio Nord zwischen Göttingen und Hannover/Harzrand verkehren. Darüber hinaus bestehen Busverbindungen in Richtung der Ortsteile sowie Göttingen und Northeim. Der Flecken gehört dem Verkehrsverbund Süd-Niedersachsen an.
Zur Bundesautobahn 7 besitzt Nörten-Hardenberg die gleichnamige Anschlussstelle 71.

## Persönlichkeiten
Personen, die mit dem Ort in Verbindung stehen
- Bartold Kastrop (* um 1460 in Nörten; † um 1531 in Göttingen), Holzschnitzer der Spätgotik
- Andreas Angerstein (* in Nörten; † 4. Oktober 1570 in Lübeck), römisch-katholischer Geistlicher, Prior des Petersstifts, Domherr und ab 1561 Domdechant in Lübeck
- Friedrich Karl von Hardenberg (1696–1763), hannoverscher Diplomat
- Christian Ludwig von Hardenberg (1700–1781), hannoverscher Feldmarschall
- Hans Ernst von Hardenberg (* 30. Januar 1729 in Marienstein; † 14. Oktober 1797 in Hardenberg), Politiker, Gesandter und Freimaurer
- Johann Friedrich Westrumb (* 2. Dezember 1751 in Nörten bei Göttingen; † 31. Dezember 1819 in Hameln), Apotheker, Chemiker und pharmazeutischer Fachschriftsteller
- Georg Adolph Gottlieb von Hardenberg (* 24. Juli 1765 in Hardenberg; † 14. April 1816 in Schwedt), preußischer Kammerherr und Landjägermeister der Markgrafentümer Ansbach und Bayreuth
- Der Pfarrer Ernst August Hermann Wilhelm Nolte (1805–1872) wurde in Parensen geboren.[22]
- Johann Vinzenz Wolf (* 19. Juli 1743 in Kreuzebra; † 23. April 1826 in Nörten), Historiker
- Rudolf Benfey (* 31. Dezember 1821 in Nörten; † 21. Februar 1891 in Jena), Schriftsteller, Lehrer und Publizist
- Kuno Ferdinand Graf von Hardenberg (1871–1938), deutscher Kunsthistoriker, Maler, Innenarchitekt, Museumsdirektor, Schriftsteller und Großherzoglicher Hofmarschall von Hessen-Darmstadt
- Alfred Grüneklee (* 3. Februar 1878 in Nörten; † 3. Juli 1965 in Braunschweig), technischer Postbeamter und Präsident mehrerer Reichspostdirektionen
- Johannes Heinrich Unger (* 23. März 1901 in Nörten; † 28. Februar 1944), umgekommen im KZ Mittelbau-Dora[23]
- Robert Zimmerling (1924–2005), Schauspieler
- Christian Eberl (* 9. März 1954 in Göttingen), Forstwissenschaftler und Politiker, wuchs in Nörten-Hardenberg auf
- Carl Albrecht Jost Graf von Hardenberg (* 1955), Unternehmer. Er leitet die Kornbrennerei und stammt aus einer deutschen Adelsfamilie, die sich um das Jahr 1100 im Ort niederließ.
- Karoline Otte (* 1996), Politikerin (Grüne)